# Església de Sant Miquel de Berlín
L'església de Sant Miquel (Sankt-Michael-Kirche) a Berlín és un temple catòlic al districte de Mitte, al barri de Luisenstadt, dedicada a l'arcàngel Miquel. La primera pedra es va posar el 14 de juliol de 1851, les obres es van acabar el 1856 i es va consagrar del 1861. És un monument històric protegit.
Va ser la primera església de guarnició catòlica i, després de l'església de Santa Hedwig, la segona església catòlica més antiga després de la reforma protestant a Berlín. A final de la Segona Guerra Mundial, Luisenstadt va ser gairebé completament destruïda el 3 de febrer de 1945 per un atac aeri de la USAAF en què van participar més de 950 avions. L'església de Sant Miquel va patir greus danys per bombes incendiàries i explosives, i només els parets van quedar dempeus. L'orgue, un dels orgues d'església més bells i grans de Berlín, també va ser destruït.
Va ser dissenyada per l'arquitecte August Soller (1805-1853), que no veure la seva obra acabada, car va morir el 1853 amb només quaranta i vuit anys. Després el finançament de l'església va estancar fins que Andreas Simons, Martin Gropius i finalment Richard Lucae la van poder completar, respectant l'espèrit de Soller. Es considera un bon exemple de l'estil arquejat de Karl Friedrich Schinkel, que fou el seu mestre.

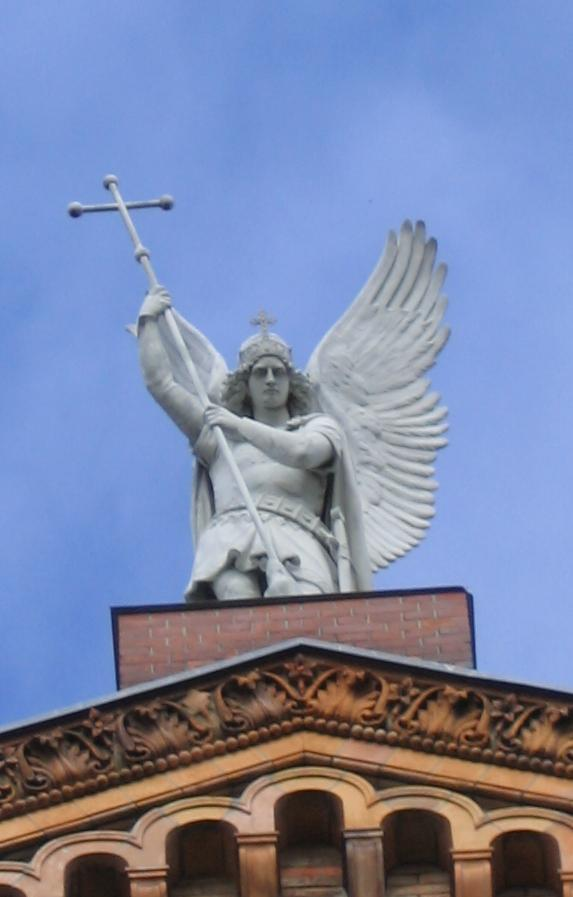
Estàtua de l'Arcàngel Miquel per August Kiss

És vist com una bona síntesi entre l'arquitectura clàssica i la medieval. El disseny general va rebre la influència d'esglésies del nord d'Itàlia, coma ara les de Pàdua i Venècia, des de l'edat mitjana fins al Renaixement. Abans de començar-ne el disseny, Soller va fer un recorregut d'estudi de cinc dies a Itàlia. La façana, amb una estàtua de l'arcàngel Miquel a la part superior, recorda l'església veneciana de San Giorgio Maggiore. Tot i així, en general, pels tres absis i per l'extensa nau, podem dir que va rebre la influència de l'església de Sant Salvador de Venècia.